# Hans von Carlowitz (General, 1849)

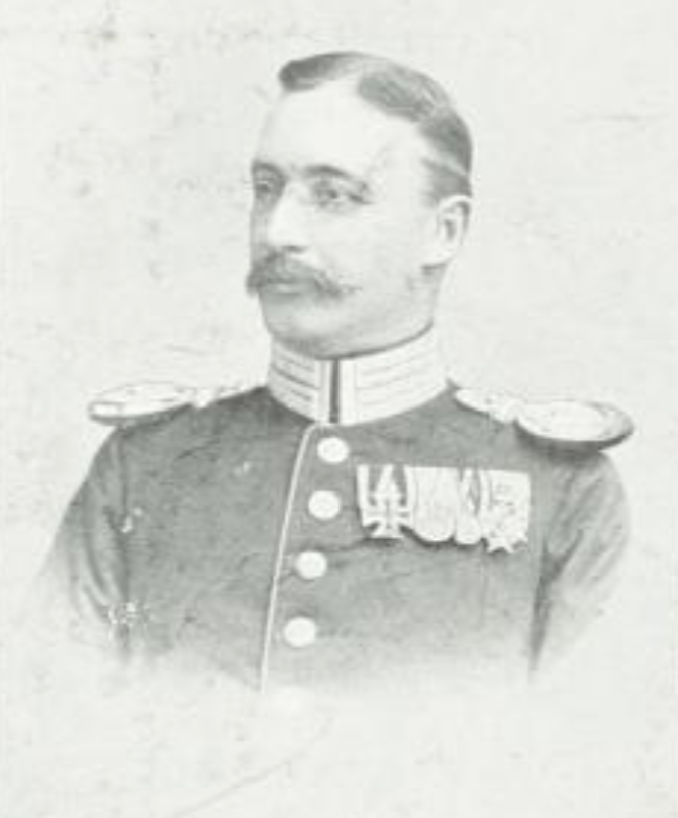
Hans von Carlowitz

Hans Anton Adolf von Carlowitz (* 2. November 1849 in Cratza; † 22. März 1904 in Dresden) war ein sächsischer Generalmajor.

## Leben

### Herkunft
Hans entstammt dem 1. Zweig Ottendorf des 2. Astes des meißnischen Adelsgeschlechts Carlowitz. Sein Vater Adolf von Carlowitz (1809–1858) war königlich-sächsischer Hauptmann sowie Herr auf Cratza und Fichte. Seine Mutter war Antonie, geborene Sahr (1819–1890). Er hatte noch drei Geschwister, darunter der sächsische Generalleutnant Leo von Carlowitz (1846–1907).

### Militärkarriere
Carlowitz trat als Einjährig-Freiwilliger in das 1. Jäger-Bataillon Nr. 12 der Sächsischen Armee in Freiberg ein. Er avancierte während des Krieges gegen Frankreich Anfang Oktober 1870 zum Sekondeleutnant und nahm an den Schlachten bei Gravelotte, Sedan und Saint-Quentin sowie der Belagerung von Paris teil.
Ausgezeichnet mit der Silbernen Medaille des Militär-St.-Heinrichs-Ordens und dem Eisernen Kreuz II. Klasse war Carlowitz nach dem Friedensschluss 1872/75 als Bataillonsadjutant tätig. Mit der Beförderung zum Premierleutnant kam er Ende Mai 1876 nach Meißen in das 2. Jäger-Bataillon Nr. 13 und erhielt Mitte September 1882 den Charakter als Hauptmann. Unter Verleihung eines Patents zu seinem Dienstgrad und Ernennung zum Kompaniechef kehrte Carlowitz am 24. Januar 1883 in das 1. Jäger-Bataillon Nr. 12 zurück. Am 7. April 1884 erfolgte seine Versetzung in den Generalstab der Armee und die Kommandierung zum Generalkommando des XII. Armee-Korps in Dresden. Daran schloss sich ab dem 9. September 1886 eine Verwendung im Generalstab der 1. Division Nr. 23 an, bevor er mit Wirkung zum 1. April 1887 zum Generalstab der neuaufgestellten 3. Division Nr. 32 übertrat. Carlowitz rückte Ende September 1890 zum Major auf, wurde Ende April 1891 zur Dienstleistung beim 1. (Leib-) Grenadier-Regiment Nr. 100 kommandiert und unter Enthebung von diesem Kommando Mitte September desselben Jahres zur Dienstleistung in das Kriegsministerium kommandiert. Mit der Ernennung zum Chef der 1. Abteilung A (Kommando-Angelegenheiten) erfolgte im Dezember 1891 seine Versetzung in das Kriegsministerium. In dieser Eigenschaft erhielt er Mitte September 1893 die Erlaubnis zur Annahme des Kronen-Ordens III. Klasse. Unter Belassung in seiner Dienststellung war Carlowitz vom 16. Oktober 1893 bis zum 29. März 1895 Flügeladjutant von König Albert, rückte zwischenzeitlich zum Oberstleutnant auf und trat anschließend mit der Ernennung zum Kommandeur des 1. Jäger-Bataillons Nr. 12 in den Truppendienst zurück. In dieser Eigenschaft erhielt er die Erlaubnis zur Annahme des Komturkreuzes des Bayerischen Militärverdienstordens und des Komturkreuzes II. Klasse des Herzoglich Sachsen-Ernestinischen Hausordens. Mit der Beförderung zum Oberst erfolgte am 24. März 1897 seine Ernennung zum Kommandeur des 1. (Leib-) Grenadier-Regiments Nr. 100. Daran schloss sich ab dem 17. April 1898 eine Verwendung als Chef des Generalstabes der Armee an. Im März 1899 wurde er zum Komtur II. Klasse des Albrechts-Ordens ernannt und im Jahr darauf erhielt er den Rang und die Gebührnisse eines Brigadekommandeurs. Nachdem man Carlowitz am 25. Februar 1901 zunächst mit der Führung der 6. Infanterie-Brigade Nr. 64 beauftragt hatte, wurde er am 19. April 1901 unter Beförderung zum Generalmajor zum Kommandeur dieser Brigade ernannt. In Genehmigung seines Abschiedsgesuches wurde er am 22. März 1902 mit Ernennung zum Komtur II. Klasse des Sächsischen Verdienstordens mit Pension und der Erlaubnis zum Tragen der Generalsuniform mit den vorgeschriebenen Abzeichen zur Disposition gestellt.
Carlowitz gehörte das Gut Ottendorf (220 ha) und er war Mitbesitzer der Güter Cratza und Fichte mit zusammen 428 ha.

### Familie
Er hatte sich am 13. November 1878 in Leipzig mit Leontine Göhring (* 1855) verheiratet. Aus der Ehe gingen der Sohn Adolf (* 1879) sowie die Töchter Gertraude (* 1883) und Anna (* 1885) hervor.